# 那拉纳拉扬大桥
那拉纳拉扬大桥（羅馬化：Naranarayan Setu，國際音標：[nərəˈna:ra:jənə ˈseɪtu:] ）是印度阿萨姆邦布拉马普特拉河上的第三座桥。下层為铁路桥，上层为公路桥。连接北岸的邦盖冈县焦吉科巴与南岸的戈瓦尔巴拉县Pancharatna镇。以16世纪卡玛塔王国末代国王Nara Narayan命名。由公营的布雷思韋特、伯恩和傑索普建築公司（BBJ）承建。耗资30.1亿印度卢比。